# پایگاه نیروی هوایی بین
پایگاه نیروی هوایی بین (به انگلیسی: Beane Air Force Base) یک فرودگاه نظامی است . این فرودگاه در کشور ایالات متحده آمریکا قرار دارد .